# Ambloma klimeschi
Ambloma klimeschi – gatunek motyli z rodziny Autostichidae i podrodziny Symmocinae.
Gatunek ten opisany został po raz pierwszy w 1975 roku przez László Anthony’ego Gozmány’ego na łamach „Acta Zoologica Academiae Scientiarum Hungaricae”. Jako lokalizację typową wskazano La Calerę na hiszpańskiej La Gomerze.
Motyl o rozpiętości skrzydeł od 10 do 11 mm. Głowę ma ciemnoszarą, o głaszczkach wargowych jasnoszarych z ciemnymi obrączkami na drugim i trzecim członie, a czułkach ciemnoszarobrązowych. Barwa tułowia wraz z tegulami jest ciemnoszara z wmieszanymi łuskami jasnoszarawymi. Kolor tła skrzydła przedniego jest brązowawy do ciemnoszarobrązowego z rozproszonymi łuskami białawoszarymi. Wzór tworzą dwie niewyraźne, ukośne przepaski poprzeczne ciemoszarobrązowej barwy. Skrzydła tylnej pary oraz strzępiny obu par są szare. Genitalia samca różnią się od tych u drugiego gatunku rodzaju, A. brachyptera, wklęśniętą grzbietową powierzchnią zewnętrznej połowy walwy, nieco dłuższymi płatami zawieszki oraz mocniej zakrzywionym edeagusem.
Owad palearktyczny, makaronezyjski, endemiczny dla La Gomery w archipelagu Wysp Kanaryjskich. 